# Fort Washington (New York)

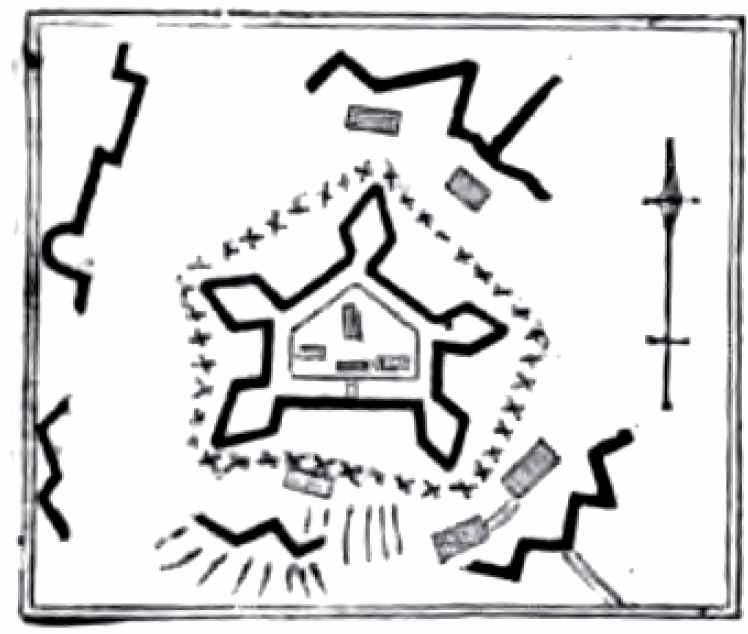
Grundriss von Fort Washington aus einem Buch von 1850

Fort Washington (New York) war eine von der amerikanischen, kontinentalen Armee während des Unabhängigkeitskrieges im Jahre 1776 errichtete Befestigungsanlage am nördlichen Ende der Insel Manhattan. Das Fort wurde an der höchsten Stelle der Insel errichtet und diente zusammen mit dem gegenüber auf der Festlandseite liegenden Fort Lee zur strategischen Sicherung der Umgebung einschließlich der damals am Südende der Insel gelegenen Stadt New York. In der Schlacht von Fort Washington wurde die Anlage von britischen und hessischen Einheiten erobert und in Fort Knyphausen umbenannt. Von der Anlage ist heute nichts mehr erhalten. Seit Dezember 1978 ist die Stätte als Fort Washington Site in das National Register of Historic Places eingetragen.

## Strategische Überlegungen
Im Juni 1776 besichtigten die amerikanischen Generäle Henry Knox, Nathanael Greene, William Heath und Israel Putnam das Terrain und kamen überein, dass ein Fort an dieser Stelle – wenn es genügend befestigt werde – nahezu uneinnehmbar wäre. Kurze Zeit später war auch der Oberkommandierende der kontinentalen Armee, George Washington, von der Eignung des Standortes überzeugt. Washington hielt das Gebiet um den Unterlauf des Hudson für eine strategische Schlüsselposition, um Manhattan und Umgebung gegen britische Kriegsschiffe zu verteidigen und sich einen Rückzugsweg zu sichern. Unter dem Kommando von Rufus Putnam begannen Einheiten aus Pennsylvania umgehend mit der Errichtung des Forts.

## Errichtung und Bauart des Forts
Über einen Monat lang wurden nun Steine und Geröll von den Höhen Manhattans zum Ufer des Hudsons gebracht und in hölzerne Rümpfe gefüllt, die dann als Sperren (chevaux de frise) über den Fluss gesetzt wurden. Damit sollte verhindert werden, dass britische Kriegsschiffe die amerikanischen Linien einfach über den Hudson umsegeln können. Als die Arbeiten dazu beendet waren, begann man mit der Konstruktion des Forts. Da über dem felsigen Untergrund nur sehr wenig lockerer Boden vorhanden war, musste dieser von anderen Stellen herbeigeschafft werden. Wegen dieser geologischen Besonderheit konnten auch keine ausreichend tiefen Schützengräben ausgehoben werden. Der Grundriss des Forts entsprach einem Fünfeck mit 5 einzelnen Bastionen. Die wichtigsten Mauern des Forts wurden aus Erde errichtet und hatten Wallschilde (Ravelins) mit Schießscharten für Musketen. Die Umgebung des Forts war drei bis vier Morgen (ca. 12 bis 16 Tausend Quadratmeter) groß. Wegen des herrschenden Pulvermangels der Amerikaner wurden keine Sprengungen für Schützengräben um das Fort vorgenommen und stattdessen Baumsperren und Schanzungen errichtet. Die Truppenunterkünfte und Lagerhäuser wurden im September fertiggestellt und die Fortbesatzung unter dem Kommando von Major General William Heath rückte ein. Im Schutz des Forts errichtete auch Washington in der unmittelbaren Nachbarschaft sein Hauptquartier.

## Externe Verteidigungsanlagen

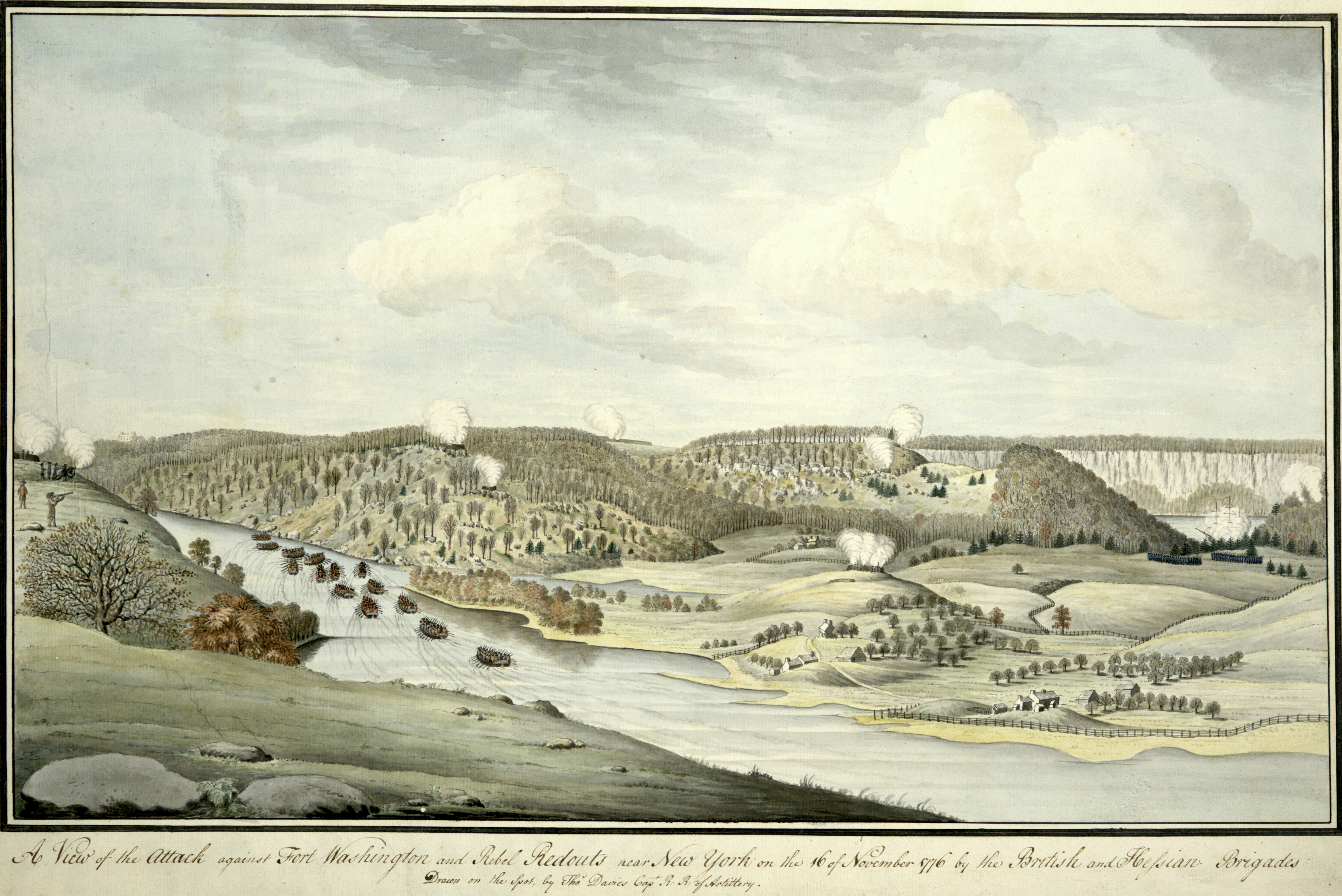
Zeitgenössische Darstellung der Schlacht von Fort Washington

Außerhalb des Forts wurden mehrere Verteidigungslinien errichtet. Artillerieeinheiten wurden am Jeffery’s Hook, mit Blick auf den Hudson River, auf einem Hügel oberhalb des Spuyten Duyvil Creek, am Nordende Manhattans mit Blick auf die Kings- und Dyckmans-Brücken, und entlang des Laurel Hill, östlich des Forts, stationiert. Im Süden des Forts wurden drei weitere Verteidigungslinien eingerichtet. Die Linien bestanden aus flachen Gräben und Schützenlöchern. Die zweite Linie lag eine Drittelmeile nördlich der Ersten, während die dritte Linie eine weitere Viertelmeile nördlich noch im Bau war, als die Schlacht um das Fort begann. Die Schlacht ging für die amerikanische Seite verloren, der überlebende Teil der Besatzung in britische Gefangenschaft und das Fort wurde zu Ehren des hessischen Kommandeurs in Fort Knyphausen umbenannt.

## Der Standort heute

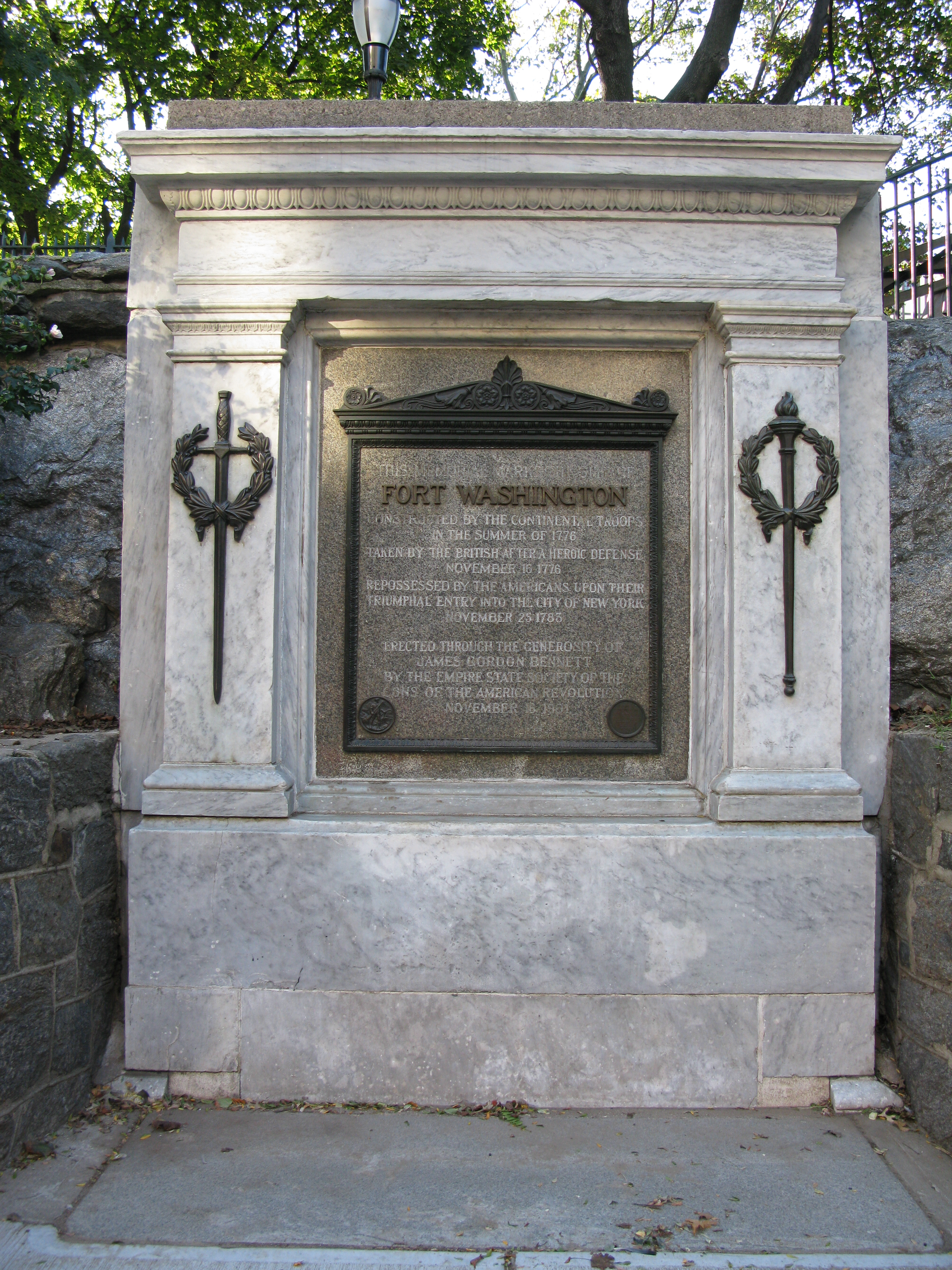
Denkmal am ehemaligen Standort des Forts

Von den originalen Verteidigungsanlagen ist heute nichts mehr sichtbar vorhanden. Der ehemalige Standort liegt im Bennett Park, Hudson Heights an der Washington Avenue, zwischen der West 183rd Street und West 185th Street. Die Außenwallanlage des Forts ist im Park mit Steinen markiert und der interessierte Besucher wird durch Beschreibungstafeln informiert. In der Nähe befindet sich der höchste natürliche Punkt der Insel Manhattan, der durch eine Hinweistafel angezeigt wird.

## Nachweise
- David Hackett Fischer: Washington’s Crossing. Oxford University Press, 2006, ISBN 0-19-518121-2 (englisch).
- Richard Ketchum: The Winter Soldiers: The Battles for Trenton and Princeton. Holt Paperbacks; 1st Owl books ed edition, 1999, ISBN 0-8050-6098-7 (englisch).
- Edward Lengel: General George Washington. Random House Paperbacks, New York 2005, ISBN 0-8129-6950-2 (englisch, google.com).
- David McCullough: 1776. Simon and Schuster Paperback, New York 2006, ISBN 0-7432-2672-0 (englisch, google.com).
- Russell Weigley: The Age of Battles: The Quest For Decisive Warfare from Breitenfeld to Waterloo. Indiana University Press, 1991, ISBN 0-7126-5856-4.